# Brama Koszycka w Lewoczy
Brama Koszycka w Lewoczy (słow. Košická brána, też: Brama Górna, słow. Vyšná brána) – jedna z trzech niegdyś istniejących oraz jedna z dwóch zachowanych bram miejskich w murach obronnych miasta Lewocza na Słowacji.
Powstała prawdopodobnie w pierwszej ćwierci XIV w. Murowana na planie prostokąta, trójkondygnacyjna, z łukowato zamkniętymi portalami sieni przejazdowej, nakryta czterospadowym dachem wieżowym. Pierwotnie posiadała most zwodzony przerzucony nad fosą i od przełomu XIV/XV w. okrągły barbakan. Była główną bramą miejską. Podobnie jak inne bramy była otwierana codziennie o wschodzie słońca i zamykana ok. godzinę przed jego zachodem.
W XIX w., gdy dawne mury miejskie nie miały już żadnych właściwości obronnych, brama została obniżona. 15 października 1963 r. uznana została za zabytek kultury (słow. Národná kultúrna pamiatka; nr NKP 2741/2) i w 1982 r. zrekonstruowana do (mniej więcej) wcześniejszej postaci.

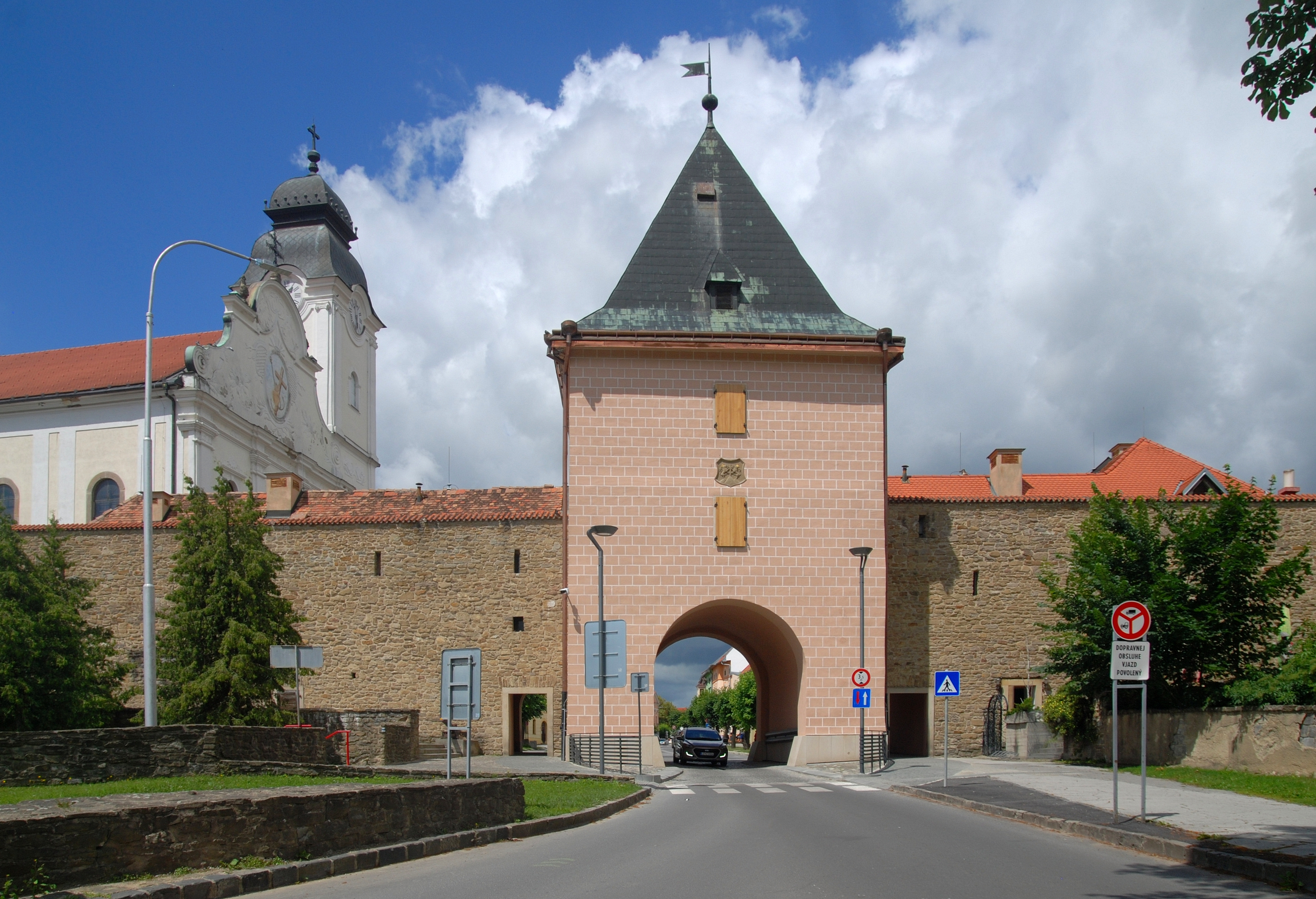
Widok bramy od strony zewnętrznej
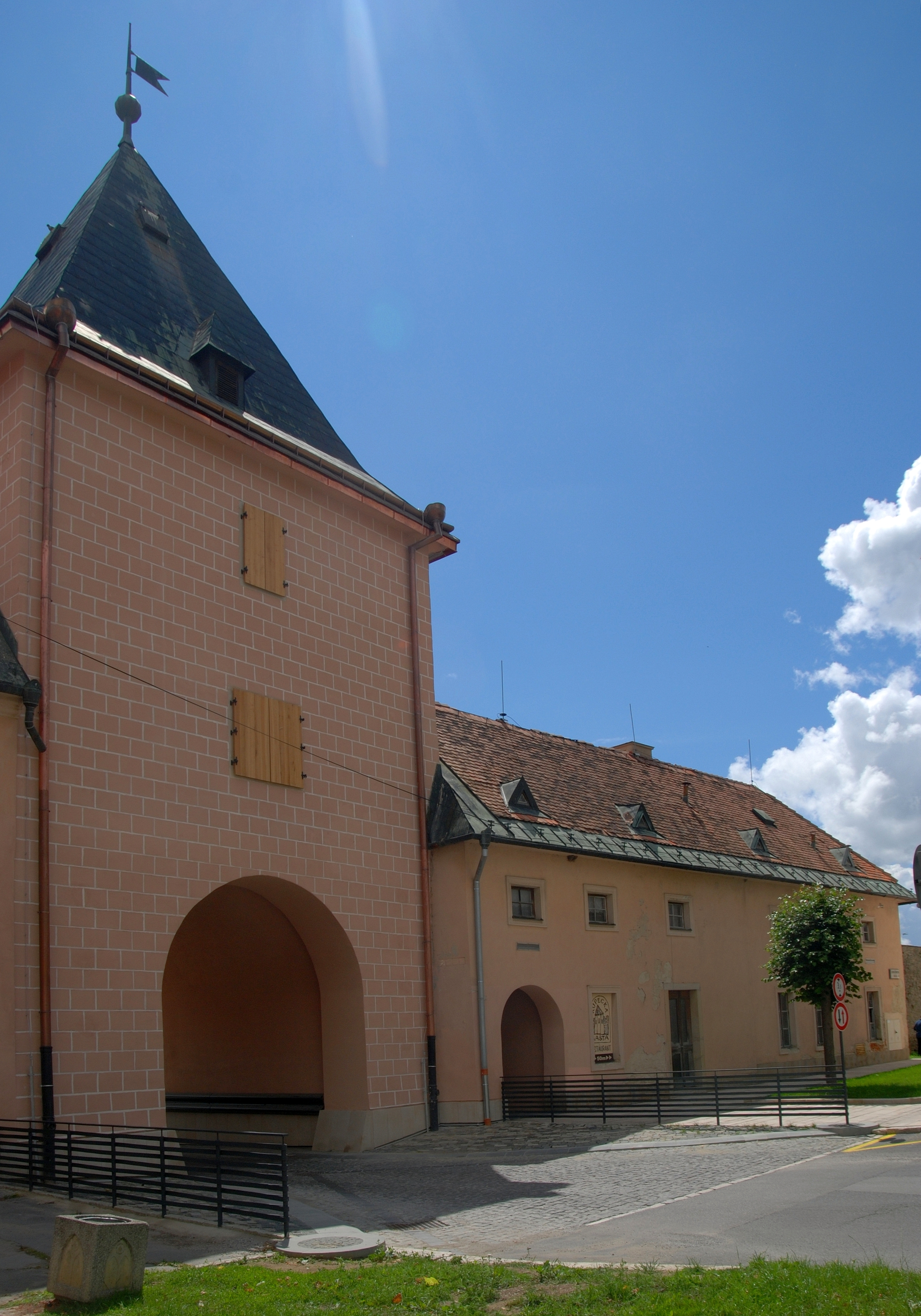
Brama od strony wewnętrznej